# 皇家宮

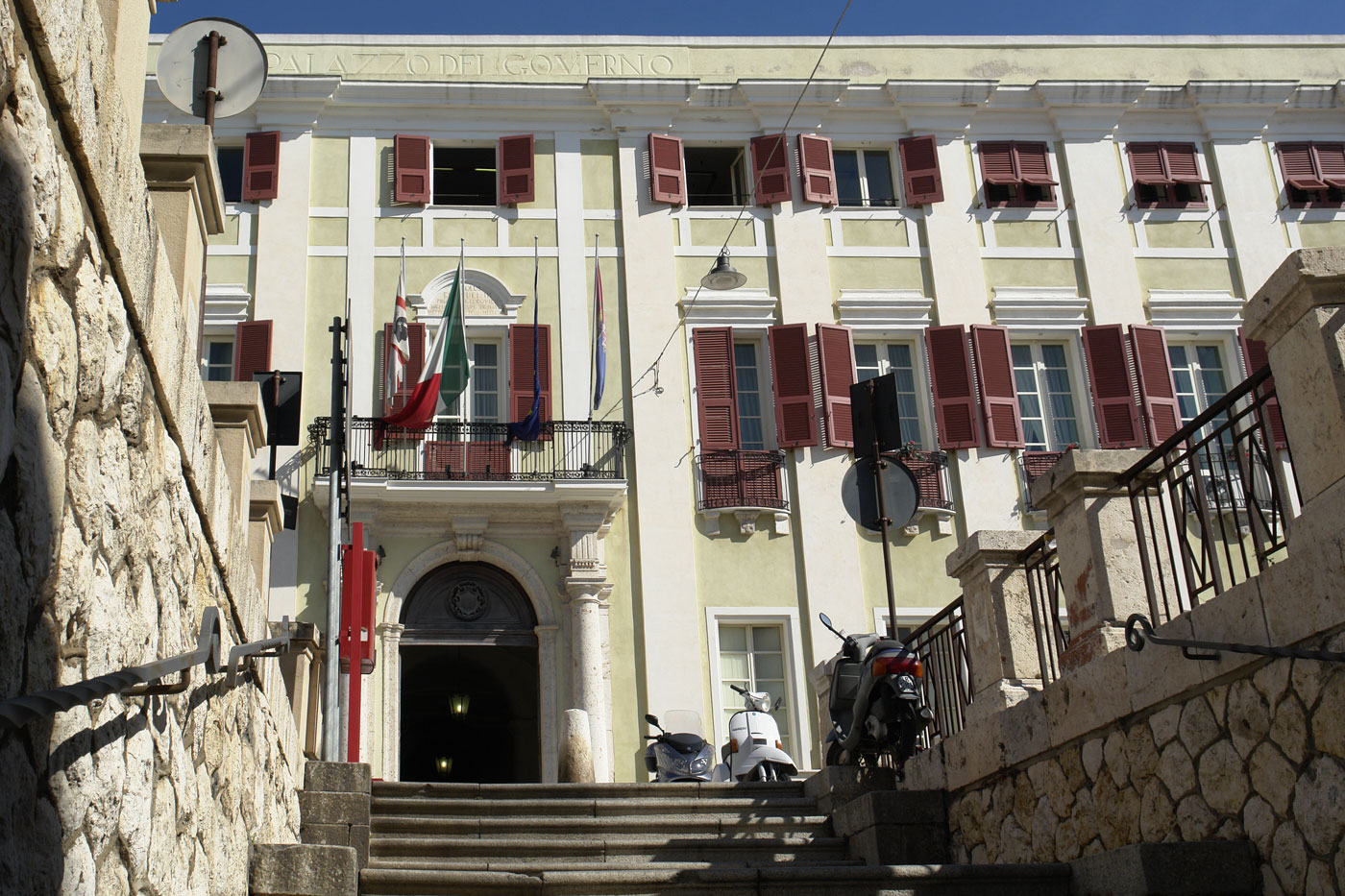
皇家宮

皇家宮（Palazzo Regio）是義大利撒丁島上城市卡利亞里的一座歷史建築。這裡自阿拉貢王朝王朝開始至薩伏伊王朝是撒丁島統治者的官邸。現在這裡是卡利亞里大都市區政府的辦公地點。

## 外部連結
- (PDF).[永久]
- .   [2018-05-08]. （原始内容存档于2020-06-08）.